# Царь-ванна
Царь-ванна (Баболовская чаша, или Баболовская ванна) — ванна, сделанная из цельного гранита, весом 31,5 тонн, высотой 1,875 метров, толщиной стенок 0,28 метров, диаметром 5,24 метра и глубиной 1,59 метров, со сливным отверстием в дне диаметром 2,6 сантиметров. Находится в Баболовском дворце в Пушкине. Примерный объём чаши составляет 22,36 м³ или около 1863 ведра (по 12 л каждое), хотя в статье П. П. Свиньина («Отечественные записки», 1818) указывается вместимость в 800 вёдер.

## История
Впервые ванна упоминается в 1818 году в статье П. Свиньина, помещённой в журнале «Отечественные записки».
Предположительно ванна была заказана инженером А. А. Бетанкуром каменотёсу и подрядчику Самсону Суханову. Мастер для этого попросил доставить кусок гранита с вкраплениями лабрадора весом более 160 тонн. Затем её полировали с 1818 по 1828 год (по другой версии — с 1812 по 1818 год). Работа была проделана воистину ювелирная, так как толщина стен чаши (28 см), а минимальной, чтобы выдержать вес чаши, наполненной водой, является 3,5 см (запас прочности у ванны сделан в 8 раз).
Директор Санкт-Петербургского минералогического общества профессор Я. Зембницкий в книге «Об употреблении гранита в Санкт-Петербурге» (1834) отмечал: 

Сие произведение русского художника тем более заслуживает внимания, что со времени египтян неизвестно ничего столь колоссального из гранита
Писатель и историк Павел Петрович Свиньин писал в «Отечественных записках» за 1818 год[уточнить]: 

Наконец окончил Суханов нынешним летом прекрасную, единственную ванну для Баболовской бани… Многие из петербургских жителей ездили нарочно посмотреть сие произведение Русского Ваятеля. Он тем более заслуживает внимания, что со времён египтян неизвестно ничего столь огромного из гранита. Иностранцы не хотели верить, чтоб Суханов в состоянии был произвести сие чудо ваяния или ваятельного искусства…